# Krauthausen
Krauthausen est une commune allemande de l'arrondissement de Wartburg, Land de Thuringe.

## Géographie
La commune comprend les quartiers de Pferdsdorf, Spichra et Ütteroda.
|              | Creuzburg   | Mihla |
| Herleshausen | Krauthausen |       |
|              | Eisenach    |       |

Krauthausen se trouve au croisement de la Bundesautobahn 4, des Bundesstraße 7 et 19.

## Histoire
Krauthausen est mentionné pour la première fois en 1250.
En 1994, les communes d'Ütteroda et Pferdsdorf-Spichra fusionnent dans Krauthausen.